# Alternaria limaciformis
Alternaria limaciformis är en svampart som beskrevs av E.G. Simmons 1981. Alternaria limaciformis ingår i släktet Alternaria och familjen Pleosporaceae.   Inga underarter finns listade i Catalogue of Life.